# Камйонна (Пултуський повіт)
Камйонна (пол. Kamionna) — село в Польщі, у гміні Вінниця Пултуського повіту Мазовецького воєводства.
Населення — 83 особи (2011).
У 1975-1998 роках село належало до Цехановського воєводства.

## Демографія
Демографічна структура станом на 31 березня 2011 року:
|          | Загалом | Допрацездатний вік | Працездатний вік | Постпрацездатний вік |
| -------- | ------- | ------------------ | ---------------- | -------------------- |
| Чоловіки | 39      | 3                  | 27               | 9                    |
| Жінки    | 44      | 11                 | 22               | 11                   |
| Разом    | 83      | 14                 | 49               | 20                   |